# Ugolnye Kopi
Ugolnye Kopi (em russo:  Угольные Копи, lit. Minas de Carvão) é um localidade pouco habitada da Rússia (uma colônia) localizado a nordeste da cidade de Anadyr, na outra margem do rio Anadyr. Serviu como centro administrativo do Distrito Anadyrsky até junho de 2011. População:  3,367 (Censo 2010 - resultados preliminares); 3,863 (Censo 2002); 12,357 (Censo 1989).
É uma cidade mineradora que também abriga o aeroporto principal da região.

## História
Ugolnye Kopi foi fundada no começo do século XX para garantir acomodação àqueles que trabalhavam na administração as minas próximas à cidade, daí o nome. E depois serviu para os que trabalham na indústria aérea no aeroporto local.

## Geografia
Os prédios da cidade são, na sua maioria, todos sedes de instituições e unidades militares.